# Greta Taran-Bauman
Anna Margareta (Greta) Taran-Bauman även känd som Greta Bauman, född 2 april 1894 i Marstrand, död 25 mars 1987 på Särö, var en svensk målare.
Hon var dotter till badintendenten med. dr. John Bauman och Anna de Loneux och från 1960 gift med den ryske förre löjtnanten i tsarens armé Jakob "Jacques" Sergewitch Taran.
Bauman var sedan 1924 anställd vid utrikesdepartement och arbetade vid legationerna i Danmark, Norge, Italien, Frankrike och Spanien. Vid sidan av sitt arbete studerade hon olja och pastellmålning och under sin tid i Frankrike där hon var kansliskrivare 1939. Hon fick i Frankrike konstlektioner av bland annat Camille Pascau-Vignal. Hon medverkade ett tiotal gånger i utställningen Salon des Artistes Français på Grand Palais där hon tilldelades en bronsmedalj 1952 samt på Salon d'Hiver där hon invaldes som associéé och tilldelades en silvermedalj 1965 för sin målning med en interiör från Inges atelier. Hon medverkade i en utställning på Svenska klubben i Paris 1959. Efter sin pensionering ägnade hon sig uteslutande åt sin konst och målade sina alster på Atelier d´Ali i Paris. Taran-Bauman är representerad vid Nationalmuseum.